# حدوتة مصرية (فلم)
حدوتة مصرية هو فيلم للمخرج يوسف شاهين إنتاج عام 1982 عن قصة يوسف شاهين. وهو ثاني سلسلة أفلام يوسف شاهين التي تناول فيها سيرته الذاتية وهي إسكندرية... ليه؟، حدوتة مصرية، إسكندرية كمان وكمان وإسكندرية - نيويورك. تناول شاهين بالفيلم حياته أكثر من فيلمه السابق إسكندرية... ليه؟. كما أنه يعتبر تكملة طبيعية لـإسكندرية ليه إذ أن أبطال الجزء الأول الأساسيين حضروا في هذا الجزء بشخصياتهم.

## قصة الفيلم
أكمل شاهين جزئه الأول من إسكندرية... ليه؟ كما لو كان يحيى (من يعبر عن يوسف شاهين) يتذكر أيام شبابه. يكمل شاهين سيرته الذاتية بقصة ازمته الصحية التي تعرض لها وسافر لأنجلترا للعلاج. قدم شاهين محاكمة لشخصيات وافلامه (التي صورها على شكل أشخاص مثل فيلم جميلة التي صورها على شكل ابنته) التي أثرت على حياته على لسان يحيى.

## تمثيل
|  |  | - نور الشريف بدور يحيى الكبير - يسرا بدور زوجة يحيى - ماجدة الخطيب بدور أخت يحيى - محسن محي الدين بدور يحي شاب - يوسف شاهين نفسه - مشهد واحد - توفيق الدقن - حسام عزمى - محمد منير - ليلي حمادة الأخت (صغيرة) - سهير البابلي الام - عبد الله محمود |  | - رجاء الجداوي - رجاء حسين - سعيد الصالح - سناء يونس - أحمد سلامة - سعاد نصر - عبد العزيز مخيون - محمود الجندي مساعد المخرج - ميمي شكيب - سعيد عبد الغني |  | - ماجدة بشخصيتها الحقيقية - يسري نصر الله - علي الشريف - نبيلة السيد - عبد الهادي أنور - سيف عبد الرحمن - علاء عوض - علي عز الدين - حسن حسين - نهى العمروسي |  | - أحمد عبد الهادي - أحمد محرز - ليلى شعير - محمد خليل - حنان: الطفلة - طه فؤاد : الطفل - أسامة ندير: الطفل - عصمت رأفت - شوكت الشيخ - سهير المنسترلي - اندرو دينودي |

## روابط خارجية
- مقالات تستعمل روابط فنية بلا صلة مع ويكي بيانات